# Championnat d'Espagne de football 1963-1964
Navigation
Primera División 1962-63 Primera División 1964-65
Le championnat d'Espagne de football 1963-1964 est la 33e édition du championnat. Elle est remportée par le Real Madrid qui conserve son titre. Organisée par la Fédération espagnole de football, elle se dispute du 15 septembre 1963 au 26 avril 1964.
Le club madrilène l'emporte avec quatre points d'avance sur le CF Barcelone et neuf sur le troisième, le Real Betis Balompié. C'est le dixième titre des « Merengues » en championnat, le quatrième de suite.
Le système de promotion/relégation ne change pas : descente et montée automatique pour les deux derniers de division 1 et les deux premiers des deux groupes de deuxième division, barrages de promotion pour les treizième et quatorzième de division 1 et les deuxième des deux groupes de division 2. En fin de saison, le Pontevedra CF et le Real Valladolid sont relégués en deuxième division. Ils sont remplacés la saison suivante par le Deportivo La Corogne et l'UD Las Palmas.
L'attaquant hongrois naturalisé espagnol Ferenc Puskás, du Real Madrid, termine, pour la quatrième fois, meilleur buteur du championnat avec 21 réalisations.

## Règlement de la compétition
Le championnat de Primera División est organisé par la Fédération espagnole de football, il se déroule du 15 septembre 1963 au 26 avril 1964.
Il se dispute en une poule unique de 16 équipes qui s'affrontent à deux reprises, une fois à domicile et une fois à l'extérieur. L'ordre des matchs est déterminé par un tirage au sort avant le début de la compétition.
Le classement final est établi en fonction des points gagnés par chaque équipe lors de chaque rencontre : deux points pour une victoire, un pour un match nul et aucun en cas de défaite. En cas d'égalité de points entre deux ou plusieurs de clubs en fin de championnat, le classement se fait à la différence de buts. L'équipe possédant le plus de points à la fin de la compétition est proclamée championne. En fin de saison, les deux derniers du championnat sont relégués en Segunda División et remplacés par les deux premiers des deux groupes de ce championnat. Des barrages de promotion sont disputés entre les treizième et quatorzième de division 1 et les deuxième des deux groupes de division 2.

## Équipes participantes
Cette saison de championnat se dispute à 16 équipes. Levante UD et Pontevedra CF disputent leur première saison en Primera División.
| \| A. Bilbao Atlético Madrid CF Barcelone Séville CF Real Madrid Valence CF Real Oviedo Betis Balompié Real Saragosse Elche CF Real Valladolid Córdoba CF Espanyol Real Murcie Levante UD Pontevedra CF \| Localisation des clubs engagés dans le championnat. |
| A. Bilbao Atlético Madrid CF Barcelone Séville CF Real Madrid Valence CF Real Oviedo Betis Balompié Real Saragosse Elche CF Real Valladolid Córdoba CF Espanyol Real Murcie Levante UD Pontevedra CF                                                           |

| Clubs              | Ville      | Stade                 | Capacité |
| ------------------ | ---------- | --------------------- | -------- |
| Atlético Bilbao    | Bilbao     | San Mamés             | 41 400   |
| Atlético Madrid    | Madrid     | Metropolitano         | 58 000   |
| CF Barcelone       | Barcelone  | Camp Nou              | 83 868   |
| Betis Balompié     | Séville    | Benito Villamarín     | 16 060   |
| Córdoba CF         | Cordoue    | El Arcángel           | 23 800   |
| Elche CF           | Elche      | Altabix (es)          | 12 000   |
| Espanyol Barcelone | Barcelone  | Sarriá                | 27 000   |
| Levante UD         | Valence    | Vallejo (es)          | 13 050   |
| Real Madrid        | Madrid     | Santiago Bernabéu     | 100 618  |
| Real Murcie        | Murcie     | La Condomina          | 12 000   |
| Real Oviedo        | Oviedo     | Carlos-Tartiere       | 20 000   |
| Pontevedra CF      | Pontevedra | Pasarón               | 8 000    |
| Real Saragosse     | Saragosse  | La Romareda           | 32 416   |
| Séville CF         | Séville    | Ramón Sánchez-Pizjuán | 46 000   |
| Valence CF         | Valence    | Mestalla              | 53 190   |
| Real Valladolid    | Valladolid | José Zorrilla (es)    | 21 333   |

## Classement
| Rang | Équipe               | Pts | J  | G  | N  | P  | Bp | Bc | Diff |
| ---- | -------------------- | --- | -- | -- | -- | -- | -- | -- | ---- |
| 1    | Real Madrid T        | 46  | 30 | 22 | 2  | 6  | 61 | 23 | +38  |
| 2    | CF Barcelone         | 42  | 30 | 19 | 4  | 7  | 74 | 38 | +36  |
| 3    | Real Betis Balompié  | 37  | 30 | 15 | 7  | 8  | 47 | 36 | +11  |
| 4    | Real Saragosse C     | 34  | 30 | 14 | 6  | 10 | 52 | 42 | +10  |
| 5    | Elche CF             | 33  | 30 | 13 | 7  | 10 | 35 | 31 | +4   |
| 6    | Valence CF           | 32  | 30 | 16 | 0  | 14 | 53 | 47 | +6   |
| 7    | Atlético Madrid      | 29  | 30 | 10 | 9  | 11 | 37 | 34 | +3   |
| 8    | Atlético Bilbao      | 29  | 30 | 12 | 5  | 13 | 43 | 40 | +3   |
| 9    | Séville CF           | 29  | 30 | 9  | 11 | 10 | 33 | 38 | -5   |
| 10   | Levante UD P         | 27  | 30 | 10 | 7  | 13 | 43 | 56 | -13  |
| 11   | Córdoba CF           | 26  | 30 | 10 | 6  | 14 | 32 | 38 | -6   |
| 12   | Real Murcie P        | 26  | 30 | 11 | 4  | 15 | 41 | 54 | -13  |
| 13   | Espanyol Barcelone P | 25  | 30 | 10 | 5  | 15 | 34 | 47 | -13  |
| 14   | Real Oviedo          | 25  | 30 | 10 | 5  | 15 | 27 | 42 | -15  |
| 15   | Pontevedra CF P      | 21  | 30 | 8  | 5  | 17 | 30 | 45 | -15  |
| 16   | Real Valladolid      | 19  | 30 | 7  | 5  | 18 | 27 | 58 | -31  |

- Champion, qualification pour la Coupe des clubs champions 1964-1965 en tant que champion
- Qualification pour la Coupe des vainqueurs de coupe de football 1964-1965 en tant que vainqueur de la Coupe d'Espagne
- Qualification pour la Coupe des villes de foires 1964-1965
- Barrages
- Relégation en Segunda División

Barrages de promotion
Les barrages opposent en matchs aller-retour Espanyol Barcelone et Sporting de Gijón, deuxième du groupe 1 de division 2 et, Real Oviedo et Hércules Alicante, deuxième du groupe 2 de division 2.
| Équipe 1          | Résultat | Équipe 2           | Aller | Retour |
| ----------------- | -------- | ------------------ | ----- | ------ |
| Real Oviedo       | 4-2      | Hércules Alicante  | 4-1   | 0-1    |
| Sporting de Gijón | 1-3      | Espanyol Barcelone | 1-0   | 0-3    |

L'Espanyol Barcelone et Real Oviedo conservent au terme des rencontres de barrage leur place en Primera División.

## Bilan de la saison
| Championnat d'Espagne de football 1963-1964 |                         |
| Champion                                    | Real Madrid (10e titre) |
| Dauphin                                     | Barcelone CF            |
| Coupes et trophées                          |                         |
| Vainqueur de la Coupe d'Espagne 1963-1964   | Real Saragosse          |
| Promotions et relégations                   |                         |
| Promus en Primera División                  | Deportivo La Corogne    |
| Promus en Primera División                  | UD Las Palmas           |
| Relégués en Segunda División                | Pontevedra CF           |
| Relégués en Segunda División                | Real Valladolid         |